# 에스엘이엔티
에스엘이엔티는 대한민국의 연예 기획사이다.

## 현소속 연예인
- 한혜경
- 최준호